# Despertar nacional estonià
El despertar nacional estonià (en estonià: Ärkamisaeg), a vegades anomenat el Renaixement estonià, va ser un període històric en què els estonians es van reconèixer com una nació que mereixia el dret a governar-se a si mateixos. Es considera que aquest període va començar a la dècada de 1850, amb la concessió de majors drets a la ciutadania, i va finalitzar amb la declaració de la República d'Estònia el 1918. El terme també s'aplica de vegades al període comprès entre 1987 i 1988.

## Història

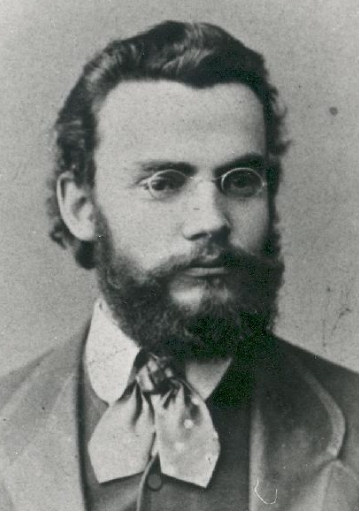
Carl Robert Jakobson

Tot i que la consciència nacional estoniana es va estendre durant el segle XIX, un cert grau de consciència ètnica en la classe mitjana culta va precedir aquest desenvolupament.
Per al segle XVIII, l'autodenominació eestlane (estonià), juntament amb l'antic nom maarahvas (gent del camp), es va estendre entre els estonians a les llavors governacions d'Estònia i Livònia de l'Imperi Rus. La Bíblia va ser traduïda a l'estonià el 1739, i el nombre de llibres i fullets publicats en estonià va augmentar de 18 a la dècada de 1750 a 54 a la de 1790. A finals del segle XVIII, més de la meitat de la població masculina adulta rural del país sabia llegir, i la |taxa d'alfabetització a les zones urbanes ja era significativament més alta. Els primers intel·lectuals amb formació universitària que es van identificar com a estonians, entre ells Friedrich Robert Faehlmann (1798-1850), Kristjan Jaak Peterson (1801-1822) i Friedrich Reinhold Kreutzwald (1803-1882), van assolir prominència a la dècada de 1820.
L'elit governant s'havia mantingut predominantment alemanya en llengua i cultura des de la conquesta de principis del segle XIII. Garlieb Merkel (1769-1850), un germanobàltic, va ser el primer autor a tractar els estonians explícitament com una nacionalitat igual a les altres. Va ser una font d'inspiració per al moviment nacional estonià, inspirat en el món cultural alemany bàltic anterior a mitjans del segle XIX. No obstant això, a mitjan segle, els estonians, amb líders com Carl Robert Jakobson (1841-1882), Jakob Hurt (1839-1907) i Johann Voldemar Jannsen (1819-1890), es van formular reivindicacions polítiques més ambiciosos i van començar a veure la Fennomania, el moviment nacional finès com a model reeixit de moviment nacional i, en certa manera, pel veí moviment nacional dels Joves Letons. Entre els seus èxits més significatius es troben la publicació de l'epopeia nacional, Kalevipoeg, el 1862, i l'organització del primer festival nacional de la cançó el 1869. A finals de la dècada de 1860, els estonians es van mostrar reticents a reconciliar-se amb l'hegemonia cultural i política alemanya. Abans dels intents de russificació de les dècades de 1880 i 1890, la seva visió de la Rússia imperial encara era positiva.

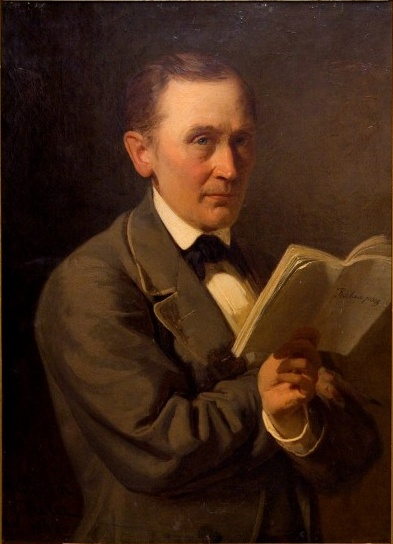
Friedrich Reinhold Kreutzwald llegeix el manuscrit de Kalevipoeg. Quadre de Johann Köler.

El 1881, disset societats estonianes, en un memoràndum inspirat per Carl Robert Jakobson, van sol·licitar a l'emperador Alexandre III de Rússia la introducció de les institucions zemstvo (que ja existien a la major part de l'Imperi), amb representació equitativa per a estonians i alemanys bàltics, i la unificació administrativa de les zones ètnicament estonianes. Postimees, el primer diari estonià, es va llançar el 1891. Segons el cens de 1897, els estonians tenien la segona taxa d'alfabetització més alta de l'Imperi Rus, després dels finlandesos al Gran Ducat de Finlàndia (el 96,1% de la població estoniana de les províncies bàltiques de deu anys o més, amb una proporció pràcticament igual entre homes i dones). Les ciutats es van estonitzar ràpidament, i el 1897 els estonians ètnics representaven dos terços de la població urbana total d'Estònia.
En resposta al període de russificació iniciat per l'Imperi Rus a la dècada de 1880, el nacionalisme estonià va adquirir tints encara més polítics, amb intel·lectuals que reclamaven més autonomia. Amb la Revolució russa de 1905, els estonians van reclamar llibertat de premsa i de reunió, sufragi universal i autonomia nacional. Els avenços estonians van ser mínims, però l'estabilitat tensa que va prevaler entre 1905 i 1917 els va permetre avançar en llur aspiració a l'autodeterminació.
Després de la Revolució de Febrer de 1917, les terres estonianes es van unir per primera vegada en una sola unitat administrativa: la governació autònoma d'Estònia. Al mateix temps, va sorgir la qüestió de revisar els límits administratius; abans el terme Estònia es referia a la governació homònima (nord d'Estònia), però ara els polítics estonians van començar a incloure en aquest concepte també els comtats de la governació de Livònia poblats per estonians (sud d'Estònia), la ciutat de Narva a la governació de Sant Petersburg i després el territori habitat pel poble seto a la governació de Pskov. Així es va formar la idea d'Estònia com un territori habitat per estonians ètnics. Després de la presa del poder pels bolxevics a Rússia el 1917 i la posterior i reeixida invasió alemanya a la Rússia soviètica, Estònia es va declarar nació independent el 24 de febrer de 1918.
Durant la guerra d'independència d'Estònia, que va començar després de la retirada de les unitats alemanyes sota l'armistici de l'11 de novembre de 1918 i va durar fins al gener de 1920, les tropes estonianes sota el comandament de Johan Laidoner, amb el suport dels aliats, van resistir amb èxit l'Exèrcit Roig i les unitats del Baltische Landeswehr. El 2 de febrer de 1920 es va signar un tractat de pau entre la Unió Soviètica i la República d'Estònia, pel qual ambdues parts es van reconèixer oficialment. Aquest va ser el primer tractat internacional per a ambdós estats. La condició d'Estat aconseguida a principis del segle XX va ser el resultat d'un període de despertar i el punt més alt en el desenvolupament del moviment nacional estonià. Com va escriure l'historiador i polític Mart Laar, ““el poble camperol… es va transformar en una nació europea moderna i socialment diferenciada”.